# Joana de Saboia, Duquesa da Bretanha
Joana de Saboia (em francês:  Jeanne de Savoie; 1310 – Castelo do Bosque de Vincennes, 29 de junho de 1344)  foi uma nobre francesa. Ela foi duquesa da Bretanha como esposa de João III, Duque da Bretanha, além de herdeira do condado de Saboia. Após vários anos tentando fazer valer o seu direito à sucessão do condado contra o tio, Aimão de Saboia, ela acabou por abrir mão de sua reivindicação em troca de uma quantia anual de dinheiro.

## Família
Joana foi a única filha nascida de Eduardo de Saboia e de Branca da Borgonha.
Os seus avós paternos eram Amadeu V de Saboia e sua primeira esposa, Sibila de Bâgé. Os seus avós maternos eram Roberto II, Duque da Borgonha e Inês da França, filha do rei Luís IX de França e de Margarida da Provença.

## Biografia
No dia 10 de agosto de 1329, após a obtenção de uma dispensa papal, Joana ficou noiva do duque João III da Bretanha. Ela tinha 18 ou 19, e ele tinha 43 anos de idade. O duque, filho de Artur II, Duque da Bretanha e de sua primeira esposa, Maria, Viscondessa de Limoges, já tinha sido casado duas vezes, e ficou viúvo pelo dois casamentos anteriores; a primeira esposa de João foi Isabel de Valois, uma neta do rei Filipe III de França, e e a segunda foi a infanta Isabel de Castela, filha do rei Sancho IV de Castela.
O pai de Joana, o conde de Eduardo faleceu no dia 4 de novembro de 1329. Devido ao fato de que ela era sua única filha e ele não tinha herdeiros do sexo masculino, Joana tornou-se sua herdeira. Contudo, Saboia nunca antes havia tido uma soberana mulher, o que levou a um conflito na sucessão. O tio dela, Aimão, tinha o apoio dos nobres de Saboia baseado na Lei sálica, e, assim, Joana cedeu os seus direitos ao tio, na cidade de Vincennes, no dia 29 de novembro, e ele tornou-se o novo conde.
Joana e João se casaram em 21 de março de 1330, na Igreja de Nossa Senhora, em Chartres. A nova duquesa também tornou-se viscondessa de Limoges segundo o seu dote. O duque, que não tinha tido filhos com suas esposas anteriores, também não teve filhos com Joana.

### Disputa pela sucessão
A disputa pelo poder não chegou ao fim, no entanto. Com o apoio do novo marido, Joana renovou a sua reivindicação sob Saboia, e se aliou a Guigues VIII, o delfim de Viennois, contra Aimão. Essa aliança tornou-se muito mais perigosa em janeiro de 1330, quando o rei Filipe VI de França deu o seu apoio, mantendo a sua política geral de interferência nos assuntos dos estados vizinhos além do Rio Ródano. Após a morte do delfim em batalha, no ano de 1333, o Papa João XXII havia tentado apaziguar o conflito.
Vários meses mais tarde, em 1330, Aimão enviou uma delegação à Bruges, onde o duque da Bretanha estava hospedado na época, numa tentativa de negociar um acordo pacífico. Contudo, as partes não chegaram a um acordo, e não foi até 1339, quando a Guerra dos Cem Anos contra a Inglaterra tinha removido qualquer prospecto de auxílio por parte do rei Filipe VI, que João, profundamente envolvido nos preparativos contra a invasão inglesa, foi capaz de convencer a esposa a desistir de sua reivindicação, o que ela fez com relutância. De tal forma, para resolução da questão, num acordo mediado pelo rei francês, em 22 de novembro de 1339, Joana renunciou aos seus direitos de sucessão, em troca de uma pensão anual de 6 mil libras tornesas.
Mais tarde, o Papa Clemente VI, um amigo de muito tempo da Casa de Saboia, convidou novamente o rei a restaurar a paz entre a duquesa da Bretanha e o filho de Aimão, o jovem conde Amadeu VI. 

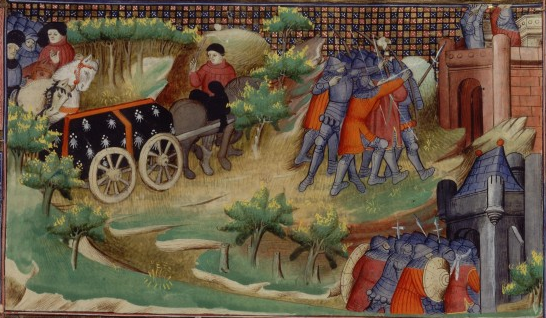
Ilustração do funeral do duque João III retirada das Crônicas de Jean Froissart.

O duque João faleceu no dia 30 de abril de 1341. Como não deixou descendência, a morte dele levou a uma disputa pelo ducado da Bretanha entre o meio-irmão do falecido duque, João de Montfort, e sua sobrinha, Joana de Penthièvre. Nessa época, Joana apelou pela ajuda do rei francês, e também a do rei inglês, Eduardo III, o que contribuiu para um surto recente de hostilidades durante a guerra entre os país. Apesar de não estar em posição de exigir um acordo mais satisfatório, ela não desejava, de maneira alguma, abandonar os seus esforços de forma permanente.
Antes de Aimão morrer falecer 22 de junho em 1343, ele havia redigido um testamento datado de 11 de junho, em que ordena que a revindicação da sobrinha fosse resolvida com o sinete do rei da França. Joana aproveitou a oportunidade para desistir de sua renúncia de 1339, e renovar a sua revindicação contra o primo, Amadeu VI, que tinha, então, apenas 9 anos de idade. Ela provavelmente acreditava que as dificuldades de uma regência aumentaria as suas chances de sucesso. Enquanto os regentes de Saboia consideravam a melhor maneira de lidar com esse problema, para o azar de Joana, a sua saúde começou a enfraquecer.

### Morte e Legado
Joana vivia na corte real em Paris, e veio a falecer no dia 29 de junho de 1344, com cerca de 34 anos de idade, no Castelo do Bosque de Vincennes, apenas três anos após ficar viúva. Ela foi sepultada Igreja dos Cordeliers, em Dijon, segundo o seu desejo expresso em testamento.
Uma semana antes de morrer, a duquesa viúva fez de Filipe de Valois, Duque de Orleães, filho de Filipe VI, o seu herdeiro universal, tendo transferido a ele todos seus direitos ao condado de Saboia para contrariar os seu primos. O testamento é datado de 21 de junho de 1344. Além de nomear Filipe como seu herdeiro, também declara que, na falta do duque de Orleães, os herdeiros seriam Carlos, Duque da Normandia e Filipe II, Duque da Borgonha.
O conde de Genebra e Luís de Vaud enviaram embaixadores à Avinhão para recrutar a ajuda do Papa Clemente VI novamente. Durante os anos de 1344 a 1345, a questão da sucessão era a preocupação constante dos regentes e do conselho de Saboia. Para a sorte do condado, as outras preocupações do rei Filipe VI o deixaram ansioso para evitar dificuldades na fronteira leste do seu reino. A guerra civil ainda estava a todo vapor na Bretanha, e o candidato apoiado pelos ingleses, João de Monfort, era bem sucedido. Eduardo III deixou óbvio que, se não quisesse o trono da França, ele desejava a posse de Guiena, com fronteiras alargadas e sem soberania francesa. Sob tais circunstâncias, Filipe VI não podia se dar ao luxo de antagonizar os seus aliados de Saboia, ao tentar insistir na reivindicação do filho. No final, o duque de Orleães negociou um acordo similar ao de Joana, desistindo da sucessão em troca de cinco mil libras por ano, num tratado assinado no outono de 1345.

## Galeria

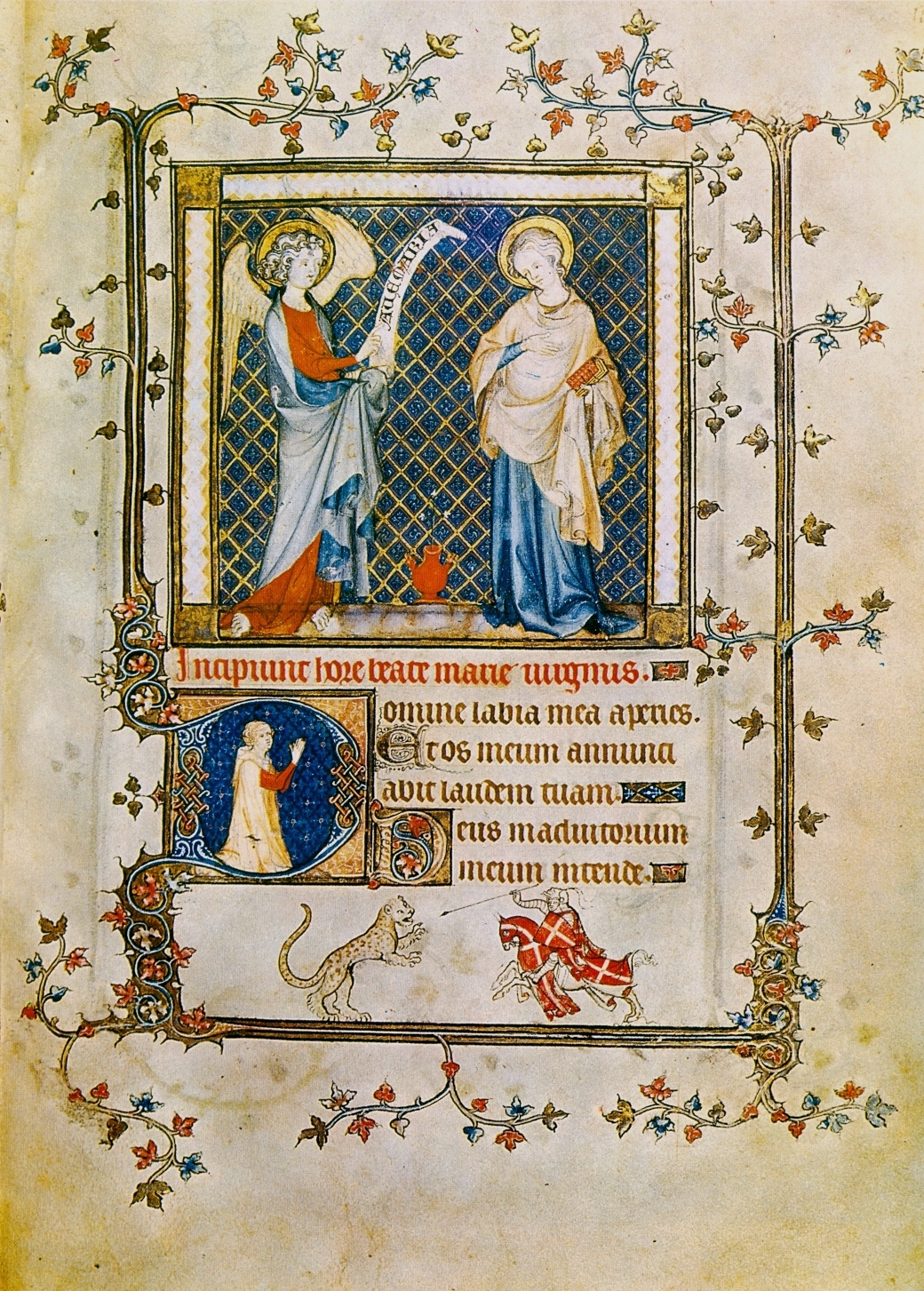
Miniatura da Anunciação do Livro de Horas de Joana de Saboia, de autoria de  Jean Pucelle.
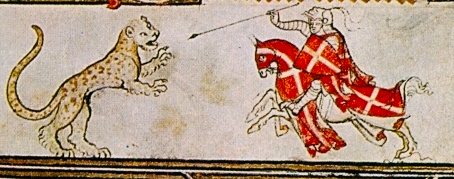
Imagem do Livro de Horas que representa a luta entre um cavaleiro da Casa de Saboia e um leopardo.
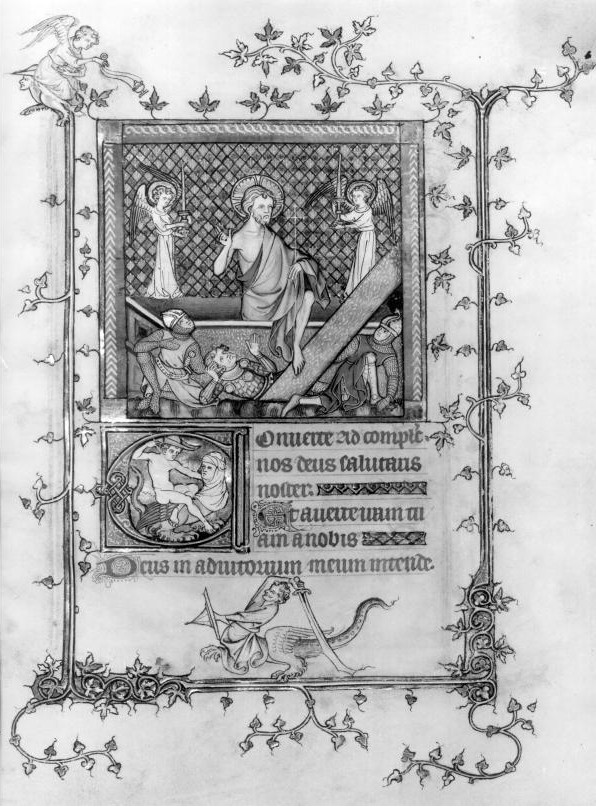
Outra imagem do Livro de Horas.